# Bastani
Bastani sonnati (tiếng Ba Tư: بستنی سنتی, n.đ. 'kem truyền thống'), hoặc đơn giản là bastani bastani (بستنی), là một loại kem của Iran được làm từ sữa, trứng, đường, nước hoa hồng, saffron, vani và quả hồ trăn. Nó được biết đến phổ biến hơn là kem Ba Tư. Salep đôi khi cũng được bổ sung vào món kem như một thành phần. Bastani thường chứa Kem vón cục đông lạnh.
Āb havij bastani (tiếng Ba Tư: آب هویج بستنی) là một hỗn hợp nước ép cà rốt làm thành một cây kem nổi và đôi khi có thể được trang trí với quế, hạt nhục đậu khấu hoặc các loại gia vị khác.

## Lịch sử

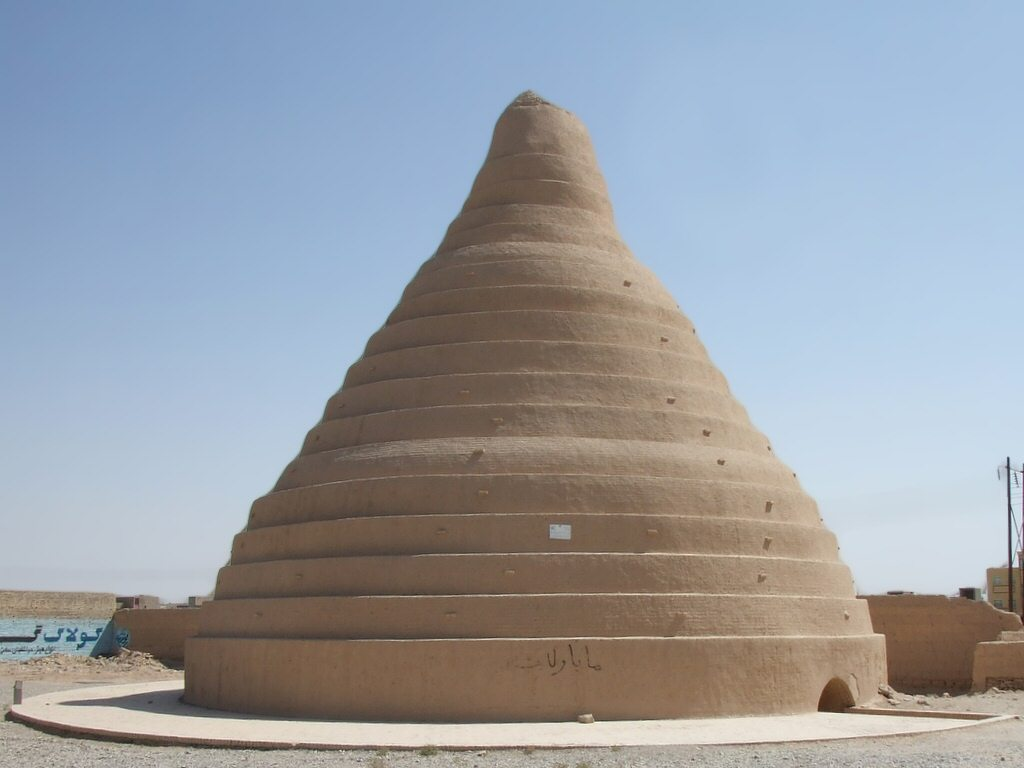
Một yakhchal, một loại nhà băng trữ nước đá lạnh cổ xưa ở Yazd, Iran.

Lịch sử của loại kem này có lẽ đã bắt đầu khoảng 500 trước Công nguyên vào thời Đế chế Achaemenid của Iran (Ba Tư), món kem được tạo thành từ sự kết hợp đá lạnh với hương vị. Vào năm 400 trước Công nguyên, người Ba Tư đã phát minh ra một loại thực phẩm ướp lạnh đặc biệt làm từ nước hoa hồng và bún tàu, và được phục vụ cho hoàng gia trong mùa hè. Băng được trộn với saffron, trái cây và nhiều hương vị khác. Vào thời Achaemenid, siro được đổ lên tuyết gọi là "nước đá trái cây" (Sorbet). Hoàng đế Alexander, vị vua đã đánh nhau với quân Ba Tư trong mười năm, rất thích "trái cây" được làm ngọt bằng mật ong và ướp lạnh với tuyết. Người Ba Tư đã phát minh ra một loại thực phẩm ướp lạnh đặc biệt, được làm từ nước hoa hồng và bún tàu, được phục vụ trong mùa hè nóng bức và được coi là nguồn gốc của món tráng miệng lạnh của Iran, faloodeh (tiếng Ba Tư: پالوده).